# 蒂拉蘭縣

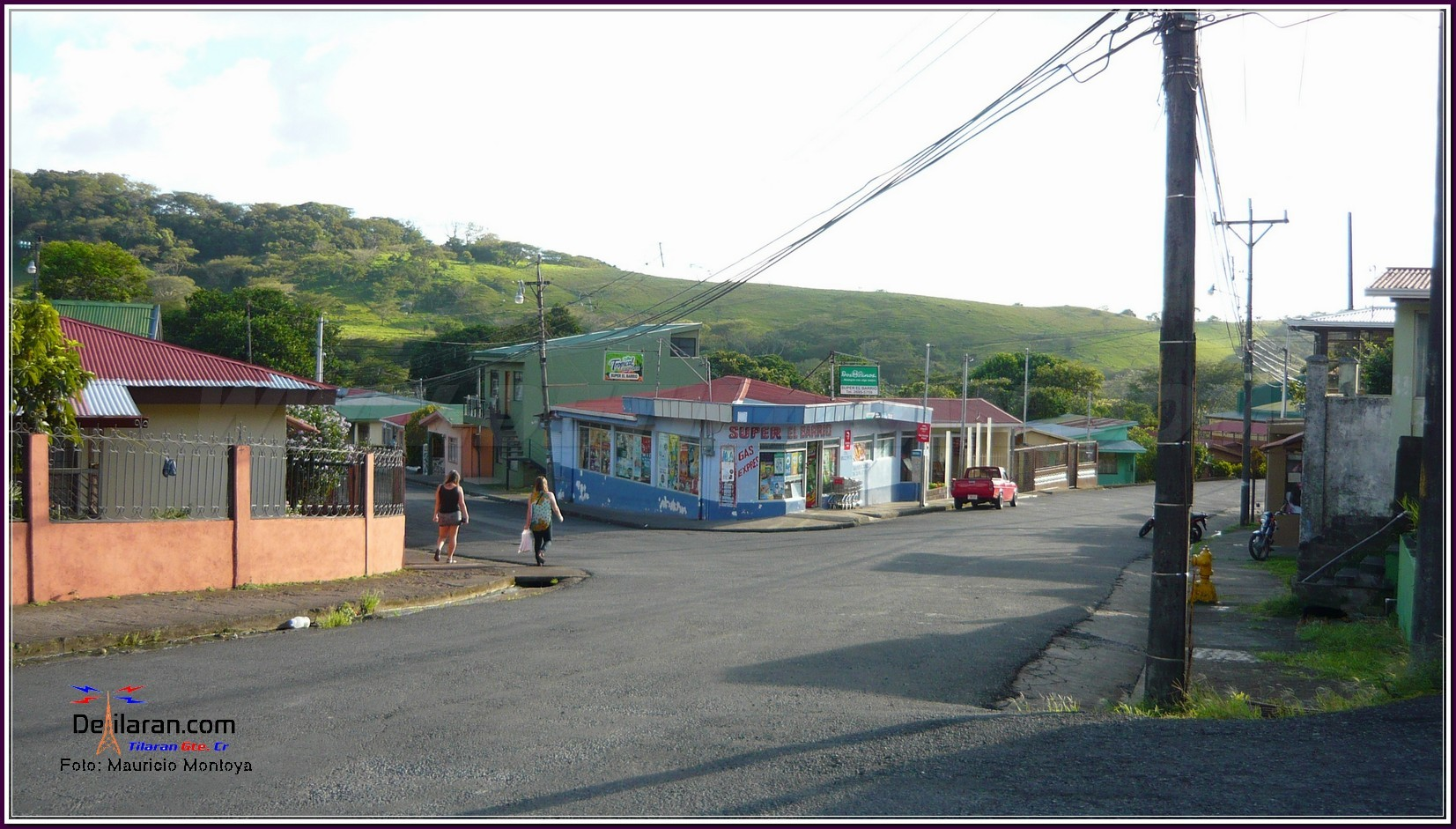

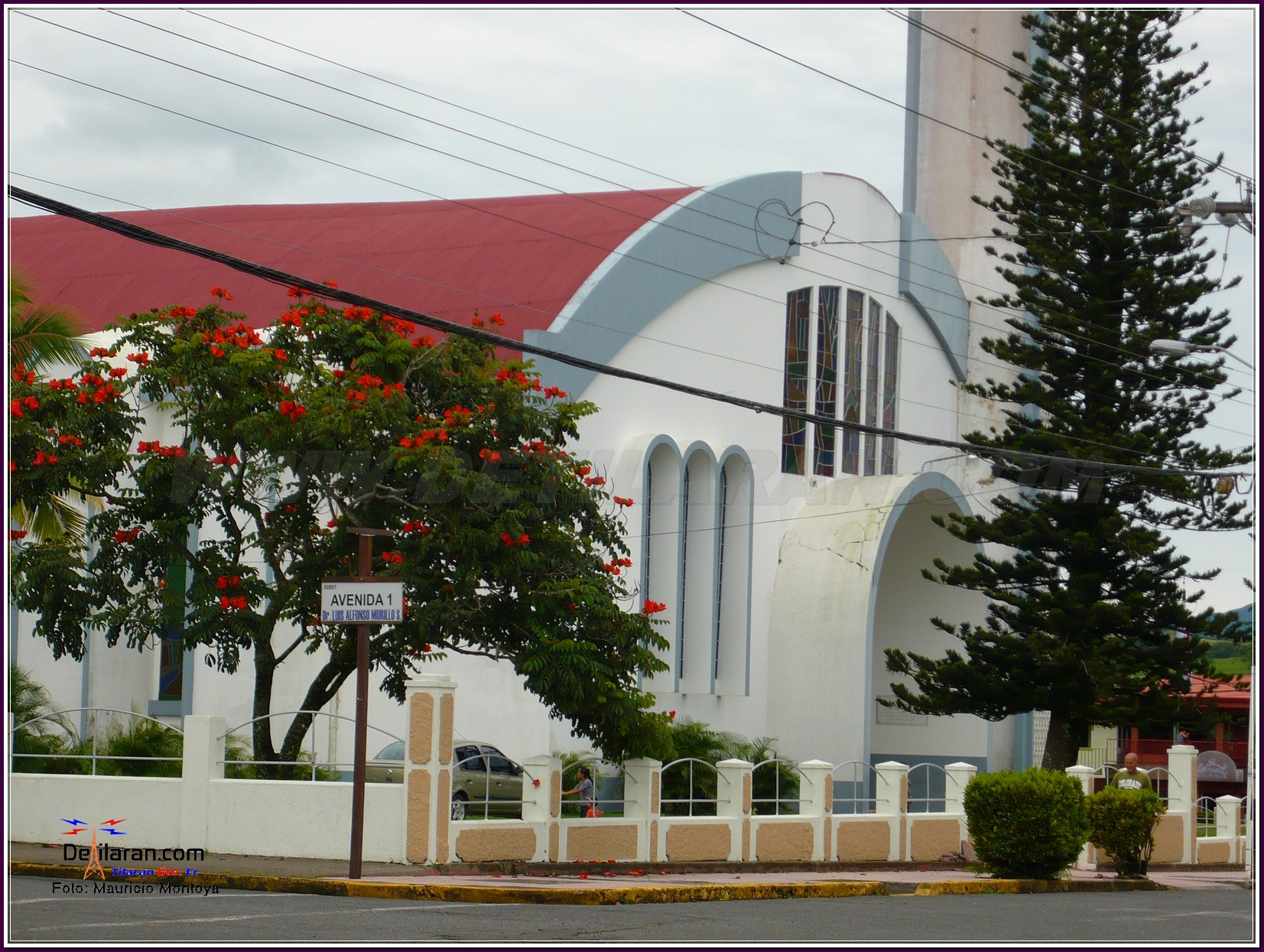

10°28′18″N 84°57′55″W / 10.47167°N 84.96528°W
蒂拉蘭縣（西班牙語：Cantón de Tilarán），是哥斯達黎加的縣份，位於該國西北部，由瓜納卡斯特省負責管轄，首府設於蒂拉蘭，始建於1923年8月21日，面積638.39平方公里，2010年人口19,640人，人口密度每平方公里30.76人。